# Graafschap Isenburg-Büdingen-Birstein
Het graafschap Isenburg-Büdingen-Birstein was een graafschap in het zuiden van Hessen en het noorden van Gelnhausen. Het ontstond in 1511 bij de verdeling van het graafschap Isenburg-Büdingen.
In 1628 werd het graafschap Isenburg-Büdingen-Birstein zelf verdeeld in:
- Graafschap Isenburg-Birstein
- Graafschap Isenburg-Büdingen
- Graafschap Isenburg-Offenbach

## Graven van Isenburg-Büdingen-Birstein (1511 - 1628)
- Jan III (1511 - 1533)
- Reinhard (1533 - 1568)
- Filip (1533 - 1596)
- Lodewijk III (1533 - 1588)
- Wolfgang Ernest I (1596 - 1628)